# Matt Freese
Matthew Andrew Geary „Matt” Freese (ur. 2 września 1998 w Wayne) – amerykański piłkarz pochodzenia niemieckiego występujący na pozycji bramkarza, od 2023 roku zawodnik New York City.